# Only When I Lose Myself
Only When I Lose Myself è un singolo del gruppo musicale britannico Depeche Mode, pubblicato il 7 settembre 1998 come unico estratto dalla settima raccolta The Singles 86-98.
Nel 2018 è stato inserito al 56º posto della classifica dedicata ai 88 migliori brani rock alternativo dell'anno secondo Spin.

## Video musicale
Il video è stato girato a Los Angeles sotto la regia di Brian Griffin, che ha collaborato in passato con i Depeche Mode alla realizzazione delle copertine dei loro primi cinque album in studio.

## Tracce
Testi e musiche di Martin Gore.
CD – parte 1 (Argentina, Australia, Brasile, Europa, Sudafrica)
1. Only When I Lose Myself – 4:35
2. Surrender – 6:19
3. Headstar – 4:23

CD – parte 2 (Australia, Europa), 12" – parte 1 (Europa)
1. Only When I Lose Myself (Subsonic Legacy Remix) – 7:03
2. Only When I Lose Myself (Dan the Automator Remix) – 4:57
3. Headstar (Luke Slater Remix) – 5:47

CD – parte 3 (Australia, Europa), CD maxi – parte 2 (Canada, Stati Uniti)
1. Only When I Lose Myself (Gus Gus Long Play Mix) – 11:21
2. Painkiller (Kill the Pain Mix - DJ Shadow vs Depeche Mode) – 6:34
3. Surrender (Catalan FC Out of Reach Mix) – 6:55
4. Only When I Lose Myself (Gus Gus Short Play Mix) – 5:06
5. World in My Eyes (Safar Mix) – 8:30

CD maxi – parte 1 (Canada, Messico, Stati Uniti)
1. Only When I Lose Myself (Dan the Automator Remix) – 4:56
2. Headstar – 4:23
3. Surrender – 6:17
4. Only When I Lose Myself (Subsonic Legacy Remix) – 7:01
5. Headstar (Luke Slater Remix) – 5:46

CD (Hong Kong), MC (Europa)
1. Only When I Lose Myself – 4:35
2. Surrender – 6:19
3. Headstar – 4:23
4. Only When I Lose Myself (Subsonic Legacy Mix) – 7:03
5. Only When I Lose Myself (Automator Mix) – 4:57
6. Headstar (Luke Slater Remix) – 5:47

12" – parte 2 (Europa)
- Lato A

1. Only When I Lose Myself (Gus Gus Long Play Mix) – 11:21

- Lato B

1. Painkiller (Kill the Pain Mix - DJ Shadow vs Depeche Mode) – 6:34
2. Surrender (Catalan FC Out of Reach Mix) – 6:55

## Formazione
Hanno partecipato alle registrazioni, secondo le note di copertina:
Gruppo
- Andrew Fletcher – strumentazione, voce
- Dave Gahan – strumentazione, voce principale
- Martin Gore – strumentazione, voce

Altri musicisti
- Stephen Hilton – programmazione
- Christian Eigner – batteria aggiuntiva
- Richard Niles – direzione strumenti ad arco

Produzione
- Tim Simenon – produzione, missaggio
- Robin Hancock – ingegneria del suono
- Tim Weidner – ingegneria Pro Tools aggiuntiva
- Philip Bagenal – ingegneria Pro Tools aggiuntiva
- Guy Massey – ingegneria strumenti ad arco
- Seymour Milton – assistenza tecnica (Eastcote)
- Paul Hicks – assistenza tecnica (Abbey Road)

## Classifiche
| Classifica (1998)                 | Posizione massima |
| --------------------------------- | ----------------- |
| Australia                         | 34                |
| Austria                           | 10                |
| Belgio (Fiandre)                  | 67                |
| Belgio (Vallonia)                 | 37                |
| Danimarca                         | 1                 |
| Finlandia                         | 4                 |
| Francia                           | 29                |
| Germania                          | 2                 |
| Irlanda                           | 28                |
| Italia                            | 3                 |
| Norvegia                          | 14                |
| Paesi Bassi                       | 89                |
| Regno Unito                       | 17                |
| Spagna                            | 1                 |
| Stati Uniti                       | 61                |
| Stati Uniti (alternative)         | 36                |
| Stati Uniti (dance singles sales) | 2                 |
| Svezia                            | 4                 |
| Svizzera                          | 16                |